# Let It Rain
Let It Rain ist ein Rocksong, der vom britischen Rockmusiker Eric Clapton und US-amerikanischen Musiker Bonnie Bramlett geschrieben und auf Claptons erstem Soloalbum Eric Clapton im Jahr 1970 veröffentlicht wurde. Die Single erschien erst 1972.

## Veröffentlichung
Die ursprüngliche Aufnahme wurde von Bonnie Bramlett produziert. Vor Veröffentlichung der Aufnahme ließ die Plattenfirma RSO jedoch eine Neuabmischung erstellen, die von Tom Dowd angefertigt wurde. Der originale Mix wurde erst Jahre später veröffentlicht. Auf der Aufnahme wirkten neben der Hauptbesetzung von Eric Clapton auch Stephen Stills, Jerry Allison und Sonny Curtis.
Der Titel erschien auf den Kompilationsalben wie Eric Clapton at His Best von 1972, Backtrackin’ von 1984, Crossroads von 1988, The Cream of Clapton von 1995, 20th Century Masters – The Millennium Collection: The Best of Eric Clapton von 2004, Complete Clapton von 2007, Icon von 2011 und weiteren 10 Alben. Eine Live-Interpretation erschien am 19. September 2006 auf dem Konzertfilm Live at Montreux 1986.

## Musik, Rezeption, Erfolg
Allmusic-Kritiker Matthew Greenwald fand, dass der Song eine „elegante Melodie umgeben von Folk-Artigen Akkorden“ sowie „auffallende instrumentale Abschnitte“ aufweist. Weiter lobte Greenwald Claptons Gitarrenspiel und die clevere Verwendung der Wörter „rain“ (Regen) und „reign“ (Herrschaft), da das Lied hauptsächlich von der Liebe handelt. Das Lied wurde in den 1970er Jahren oft im Radio gespielt. Im Jahr 1972 belegte die Singleauskopplung Platz 48 der Billboard Hot 100 und verblieb insgesamt 13 Wochen in der US-amerikanischen Singlechart.